# Микелрипш
Микелрипш или Мкялрыпш (абх. Мқьалрыҧшь, груз. მიქელრიფში) — село в Абхазии, в Гагрском районе частично признанной Республики Абхазия, согласно административному делению Грузии — в Гагрском муниципалитете Абхазской Автономной Республики. Высота над уровнем моря составляет 200 метров.

## Население
По данным 1959 года в селе Микелрипш жило 250 человек, в основном армяне и грузины (В Микелрипшском сельсовете всего 1348 человек, где большинство населения в целом также составляли армяне и грузины). В 1989 году в селе проживало 190 человек, в основном армяне.
По данным переписи 2011 года численность населения сельского поселения (сельской администрации) Мкялрыпш составила 326 жителей, из них 308 человек — армяне (94,5 %), 7 человек — русские (2,1 %), 5 человек — грузины (1,5 %), 3 человека — абхазы (0,9 %), 2 человека — украинцы (0,6 %), 1 человек — грек (0,3 %).